# Julio Cruz Hernández
Julio Cruz Hernández, née le 2 juin 1961 à Valle Gran Rey, est un homme politique espagnol membre du Parti socialiste ouvrier espagnol (PSOE).

## Biographie

### Vie privée
Il est père d'une fille et un fils.

### Profession
Avocat de formation, il est fonctionnaire chef du service du Tourisme et des Transports du cabildo insulaire de La Gomera.

## Carrière politique
Il commence à s'engager politiquement en 1987 lorsqu'il est élu conseiller municipal de sa ville natale et député au Parlement des Canaries. Il quitte le conseil municipal quatre ans plus tard en 1991 mais est dès lors réélu député régional à chaque scrutin. Au parlement régional, il occupe à de nombreuses reprises les fonctions de président de commission. De 2011 à 2015, il est premier vice-président du bureau du parlement.
Le 21 juillet 2015, il est désigné sénateur par le Parlement des Canaries en représentation de la communauté autonome au Sénat espagnol.